# VRML
VRML (англ. Virtual Reality Modeling Language — язык моделирования виртуальной реальности) — стандартизированный формат файлов для демонстрации трёхмерной интерактивной векторной графики, чаще всего используется в WWW.

## Формат
VRML — это текстовый формат файлов, где, например, вершины и грани многогранников могут указываться вместе с цветом поверхности, текстурами, блеском, прозрачностью и так далее. URL могут быть связаны с графическими компонентами, таким образом, что веб-браузер может получать веб-страницу или новый VRML-файл из сети Интернет тогда, когда пользователь щёлкает по какому-либо графическому компоненту. Движение, звуки, освещение и другие аспекты виртуального мира могут появляться как реакция на действия пользователя или же на другие внешние события, например таймеры. Особый компонент Script Node позволяет добавлять программный код (например, Java или JavaScript (ECMAScript)) к VRML-файлу.
VRML-файлы обычно называются мирами и имеют расширение .wrl (например: island.wrl). Хотя VRML-миры используют текстовый формат, они часто могут быть сжаты с использованием алгоритма компрессии gzip для того, чтобы их можно было передавать по сети за меньшее время. Большинство программ трёхмерного моделирования могут сохранять объекты и сцены в формате VRML.

## Стандарты
Для дальнейшей коллективной разработки формата был создан консорциум Web3D.
Первая версия VRML была выпущена в ноябре 1994 года. Эта версия была основана на API и файловом формате программной компоненты Open Inventor, изначально разработанной в SGI. Текущая и функционально завершенная версия — VRML97 (ISO/IEC 14772-1:1997). Сейчас VRML вытесняется форматом X3D (ISO/IEC 19775-1).

## Появление, популярность и упадок
Понятие VRML было введено Дэйвом Раджеттом (Dave Raggett) в документе, представленном на Первой Международной Конференции по Всемирной Паутине (1994 год), и впервые обсуждалось на WWW94 VRML BOF, учреждённой Тимом Бернерсом-Ли где Марк Песке (Mark Pesce) представил демо-программу Labirinth («Лабиринт»), разработанную им совместно с Тони Паризи (Tony Parisi) и Питером Кеннардом (Peter Kennard).
VRML достиг вершины популярности после выхода VRML 2.0 в 1997 году, когда он стал использоваться на некоторых персональных страницах и сайтах, в основном для 3D-чатов. Формат поддерживался SGI Cosmo Software (основной костяк программистов этого подразделения находился в Москве и сейчас это компания Parallel Graphics). Когда в 1998 году SGI была реструктурирована это подразделение было продано Platinum Technologies, которое было затем куплено Computer Associates. Последняя не стала развивать и распространять программы для VRML. Пустота была заполнена различными недолговечными коммерческими Web 3D форматами, появившимися за последние несколько лет, включая Microsoft Chrome, Adobe Atmosphere и Shockwave 3D, ни один из этих форматов не поддерживается сегодня. Возможности VRML оставались прежними, тогда как возможности трёхмерной компьютерной графики, работающей в реальном времени росли. VRML Consortium сменил своё название на Web3D Consortium и начал работать над потомком VRML — X3D.
Хотя VRML ещё продолжает использоваться в некоторых областях, особенно в образовательной и исследовательской сфере, где наиболее ценятся открытые спецификации, можно сказать, что он вытеснен форматом X3D. MPEG-4 Interactive Profile (ISO/IEC 14496) был основан на VRML (теперь на X3D) и X3D, по большей части, обратно совместим с ним. VRML также продолжает использоваться в качестве файлового формата для обмена 3D-моделями, особенно в САПР.

## Альтернативы
- 3DMLW — Язык 3D разметки для Веб (англ. 3D Markup Language for Web)
- COLLADA — управляется Khronos Group
- O3D — разработан Google
- U3D — стандарт Ecma International ECMA-363
- X3D — наследник VRML

## Документация
- спецификация VRML ISO/IEC 14772
- Web3D консорциум
- Annuaire des mondes virtuels et chats 3D: options single-user-mode/multi-user-mode avec images et liens directs vers ~1000 mondes